# Unterstammheim
Unterstammheim är en ort i kommunen Stammheim i kantonen Zürich i Schweiz. Den är kommunens huvudort och ligger cirka 13,5 kilometer sydost om Schaffhausen. Unterstammheim är sammanvuxet med orten Oberstammheim. Orten har 1 005 invånare (2023).
Orten var före den 1 januari 2019 en egen kommun, men slogs då samman med kommunerna Oberstammheim och Waltalingen till den nya kommunen Stammheim.